# Bùi Thị Nhạn
Bùi Thị Nhạn (chữ Hán: 裴氏雁, ?- 1802), cũng gọi Bùi Kế hậu (裴繼后), được tấn phong làm Chính cung Hoàng hậu của Quang Trung Hoàng đế Nguyễn Huệ sau khi người vợ cả là Phạm Chính hậu qua đời.
Với thân phận Hoàng hậu, bà trở thành Hoàng thái hậu khi Thái tử là Nguyễn Quang Toản lên nối ngôi nhà Tây Sơn. Dân gian lưu truyền bà là một Tây Sơn ngũ phụng thư.

## Cuộc đời
Bùi Thị Nhạn người thôn Xuân Hòa, huyện Tuy Viễn, nay là huyện Tây Sơn, tỉnh Bình Định. Bà là con út của Bùi Đức Lương, một cự phú có ở thôn Xuân Hòa. Bà có ba anh trai là Bùi Đắc Chí, Bùi Đắc Trung, Bùi Đắc Tuyên và một chị gái là Bùi Thị Loan. Bà là chị em cùng mẹ khác cha với vợ cả của Hoàng đế Quang Trung là bà Phạm Thị Liên.
Đối với nữ tướng Bùi Thị Xuân, con Bùi Đắc Chí và là cháu của ông Lương, thì Bùi Thị Nhạn vừa là cô ruột, lại vừa là thầy dạy võ khi Bùi Thị Xuân đến gia nhập vào đoàn nữ binh trong phong trào khởi nghĩa Tây Sơn. Ở đây, Bùi Thị Nhạn cùng Bùi Thị Xuân phụ trách việc luyện quân và xây dựng kinh tế.
Giỏi võ nghệ, tính nết lại nhu hòa, nên Bùi Thị Nhạn đã được người đương thời liệt là một trong Tây Sơn ngũ phụng thư. Do chung một ngọn cờ, lại phù hợp tính tình, nên sau lần bà và thủ lĩnh Tây Sơn là Nguyễn Huệ (sau này trở thành vua Quang Trung) gặp gỡ nhau thì cả hai dần trở nên thân thiết. Chính vì vậy, mà sau này khi người vợ lớn là Phạm Thị Liên mất vì bạo bệnh, Nguyễn Huệ đã cưới bà làm vợ. Sau khi xuất giá, Bùi Thị Nhạn rời quân ngũ về chăm lo gia đình bên chồng. Sử sách không cho biết bà có bao nhiêu người con với Quang Trung (trong khi bà Chánh hậu Phạm Thị Liên sinh được năm con, còn bà Thứ hậu Lê Ngọc Hân sinh được hai con).
Năm 1792, vua Quang Trung đột ngột qua đời, con bà Chánh hậu Phạm Thị Liên là Nguyễn Quang Toản lên nối ngôi (tức vua Cảnh Thịnh), bà được tôn làm Hoàng thái hậu. Vua còn nhỏ, quyền hành nhanh chóng rơi vào tay người cậu là Thái sư Bùi Đắc Tuyên. Kể từ đó, triều đình Tây Sơn sinh ra lục đục mãi. Lợi dụng thời cơ này, từ Gia Định, Chúa Nguyễn Ánh tiến quân ra đánh phá nhà Tây Sơn.
Năm Tân Dậu (1801), Nguyễn vương đánh tới kinh thành Phú Xuân. Vua Cảnh Thịnh cùng Đô đốc Bùi Thị Xuân và nhiều tướng lĩnh khác đều phải cầm quân ra trận. Mọi việc trị an nơi kinh thành đều do Thái hậu Bùi Thị Nhạn lo liệu. Phú Xuân thất thủ, bà và Quang Toản bỏ chạy ra bắc.
Năm Nhâm Tuất (1802), Nguyễn Phúc Ánh đem quân lần lượt đánh chiếm Nghệ An, Thanh Hóa... rồi tiến ra Bắc Thành. Lực lượng Tây Sơn ở Bắc Thành lúc bấy giờ rất suy yếu. Bởi bao nhiêu tinh binh, vua Cảnh Thịnh đã đem đi đánh lũy Trấn Ninh, Nhật Lệ (Quảng Bình) và đều đã tan tác cả.
Theo sách Nhà Tây Sơn, sau khi Thăng Long thất thủ, Thái hậu Bùi Thị Nhạn cùng Trần Thị Lan, vợ Đô đốc Tuyết, tự sát để không bị rơi vào tay quân Nguyễn Ánh. Chi tiết theo sách Nhà Tây Sơn:
"Quân Nguyễn Phúc Ánh rầm rộ kéo đến Thăng Long. Quân Tây Sơn nghe tin bỏ thành trốn gần hết. Liệu không thể chống giữ nổi, Đại đô đốc Nguyễn Văn Tuyết và vợ đưa vua Cảnh Thịnh cùng cung quyến sang sông Hồng chạy lên vùng núi phía Bắc...…Đoàn Ngự giá đến Xương giang, đêm nghỉ ngơi nhà dân địa phương, thì bị cáo giác. Quân nhà Nguyễn kéo đến vây đánh. Hai vợ chồng Đô đốc Tuyết phá được vòng vây, phò xa giá chạy được mươi dặm nữa thì quân nhà Nguyễn do Lê Chất chỉ huy đuổi kịp...Đang khi ác chiến, Đô đốc Tuyết bị trúng đạn té nhào. Vợ Đô đốc Tuyết là Trần Thị Lan hết sức chống cự, nhưng vì yếu thế hơn nên cả đoàn đều bị bắt. Không thể để đối phương làm nhục, Thái hậu Bùi Thị Nhạn cùng với Trần Thị Lan đều tự sát. Đó là ngày 16 tháng 6 năm Nhâm Tuất (1802)"

### Sách đã dẫn
- Quách Tấn-Quách Giao, Nhà Tây Sơn. Bảo tàng Quang Trung (Bình Định) xuất bản, 2002.
- Nguyễn Xuân Nhân (2001). Các ngôi sao Tây Sơn. Nhà xuất bản Vǎn nghệ TP Hồ Chí Minh.
- Trần Phương Hồ (1997). Tây Sơn tam kiệt. Nhà xuất bản Văn học.